# تینکا اوفرینس
تینکا اوفرینس (هلندی: Tinka Offereins؛ زادهٔ ۵ اکتبر ۱۹۹۳) قایقران روئینگ زن اهل هلند است.
وی در مسابقات کشوری و بین‌المللی در مجموع برندهٔ ۲ مدال طلا، ۳ مدال نقره، ۳ مدال برنز شده است.